# Кольцовка (Сурский район)
Кольцовка — деревня в Сурском районе Ульяновской области, входит в состав Хмелёвского сельского поселения.

## География
Находится на реке Малая Сарка на расстоянии примерно 26 километров по прямой на северо-северо-запад от районного центра — села Сурское.

## История
В 1913 в деревне было дворов 103, жителей 455. В поздние советские годы работал колхоз «Прогресс».

## Население
Население составляло 93 человека в 2002 году (русские 91 %), 68 по переписи 2010 года.